# (4998) Kabashima
(4998) Kabashima es un asteroide perteneciente al cinturón de asteroides, descubierto el 5 de noviembre de 1986 por Kenzo Suzuki y el también astrónomo Takeshi Urata desde el Toyota Observatory, Japón.

## Designación y nombre
Designado provisionalmente como 1986 VG. Fue nombrado Kabashima en honor al astrónomo japonés Fujio Kabashima.

## Características orbitales
Kabashima está situado a una distancia media del Sol de 3,007 ua, pudiendo alejarse hasta 3,229 ua y acercarse hasta 2,784 ua. Su excentricidad es 0,074 y la inclinación orbital 9,905 grados. Emplea 1904 días en completar una órbita alrededor del Sol.

## Características físicas
La magnitud absoluta de Kabashima es 11,9. Tiene 15,669 km de diámetro y su albedo se estima en 0,116.